# 캐리비안의 해적

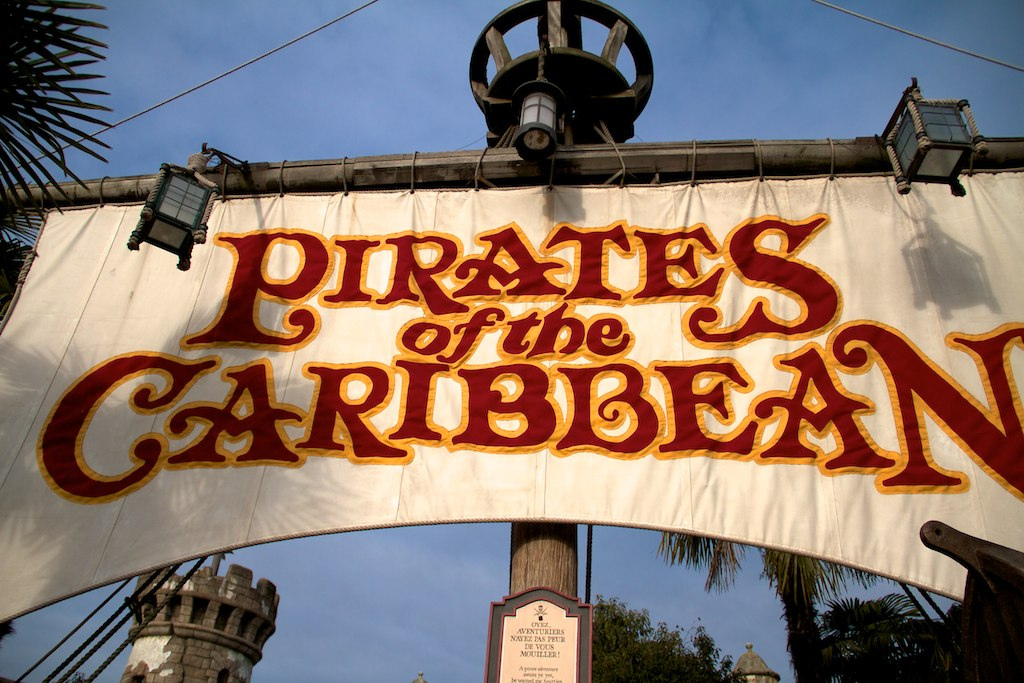

캐리비안의 해적(영어: Pirates of the Caribbean)는 수십억 달러의 월트 디즈니 프랜차이즈로, 테마 파크 놀이기구나 영화 시리즈, 스핀오프 소설과 많은 비디오 게임과 그 외의 출판물을 아우른다. 2006년 8월, 캐리비안의 해적 어트랙션은 총 4곳의 디즈니 테마 파크에 설치되어 있으며, 세편의 캐리비안의 해적 시리즈 영화는 총 27.9억달러(한화 3조 7천억원)를 벌어들였다. 본래 디즈니랜드 테마파크에 캐리비안 해적이라는 놀이기구가 있었으며, 이에 착안하여 만든 영화가 《캐리비안의 해적: 블랙펄의 저주》를 비롯한 영화 캐리비안의 해적 시리즈이다.

## 테마파크
디즈니랜드 테마파크에서 캐리비안의 해적 놀이시설은 1965년에 설계되었다. 캐리비안 해적의 위치는 디즈니랜드에서 19세기의 뉴올리언스를 주제로 하는 뉴올리언스 스퀘어 구역에 있다.

## 영화
1. 캐리비안의 해적: 블랙 펄의 저주 (2003년)
2. 캐리비안의 해적: 망자의 함 (2006년)
3. 캐리비안의 해적: 세상의 끝에서 (2007년)
4. 캐리비안의 해적: 낯선 조류 (2011년)
5. 캐리비안의 해적: 죽은 자는 말이 없다 (2017년)